# Кровавый сёрфинг
«Кровавый сёрфинг» (англ. Blood Surf) — американский фильм ужасов, поставленный режиссёром Джеймсом Хикоксом на киностудии Trimark Pictures. Фильм был выпущен непосредственно на видеоносителе 4 декабря 2000 года.

## Сюжет
Амбициозный молодой продюсер Зак Жардин намеревается снять захватывающее шоу — сёрфинг наперегонки с акулами. С этой целью он в компании двух профессиональных сёрферов — Боуга и Джереми — и кинооператора и специалиста по подводной съёмке (и «по совместительству» — своей возлюбленной) Сесси Хэрролд отправляется на Пальмовые острова — далёкий тихоокеанский курорт у побережья Юго-Восточной Азии. Местом для проведения съёмок Зак выбирает небольшой уединённый живописный островок под названием Лило-Кей. Но он пользуется недоброй славой, и никто из местных не хочет плыть туда. Когда же Зак и его компания всё-таки попадают в Лило-Кей, им очень скоро приходится на собственном опыте убедиться, что опасения местных жителей вполне обоснованы. Лило-Кей — это убежище пиратов. Но что ещё хуже, в здешних водах обитает настоящее чудовище — 10-метровый крокодил-людоед. Почти все участники поездки становятся его жертвами, и только Боугу и Сесси удаётся спастись.

## В ролях
| Актёр             | Роль                                                     |
| ----------------- | -------------------------------------------------------- |
| Декс Миллер       | Боуг Холл                                                |
| Кейт Фишер        | Сесили (Сесси) Хэрролд                                   |
| Данкен Регер      | Джон Диркс                                               |
| Мэттью Борленги   | Зак Жардин телепродюсер                                  |
| Джоэль Уэст       | Джереми                                                  |
| Тэрин Рейф        | Арти подруга Диркса                                      |
| Крис Вертидо      | Санни Лофранко хозяин небольшого прогулочного катамарана |
| Сьюзен Африка     | Мельба Лофранко                                          |
| Морин Ларразабаль | Леммия Лофранко                                          |
| Малесио Амайяо    | лодочник                                                 |

## Съёмочная группа
- Режиссёр — Джеймс Хикокс
- Сценарий — Сэм Бернард, Роберт Леви
- Продюсеры — Питер Абрамс, Марк Эмин
- Оператор — Кристофер Пирсон
- Композитор — Джим Мэнзи